# Carlo Guasco, principe di Phalsbourg e Lixheim
Carlo Guasco, principe di Phalsbourg e Lixheim, del Sacro Romano Impero, marchese di Solero (1603 – Anversa, 4 novembre 1650), è stato un nobile e generale italiano.

## Biografia
Carlo Guasco, membro dell'antica famiglia alessandrina dei Guasco, appartenente al ramo dei Marchesi di Solero, nacque da Ludovico (*? †1643) capitano di cavalleria distintosi valorosamente durante l'assedio di Vercelli nel 1617, e da Violante Spinola, figlia di Fabrizio, conte di Tassarolo.
Come suo padre, acquisì una grande reputazione con il grado di capitano e, entrato giovane nell'esercito spagnolo, avanzò rapidamente attraverso i ranghi militari fino a diventare maestro di campo generale. Fu governatore del Basso Monferrato e dimostrò il suo valore in Lombardia, nei Paesi Bassi e in Spagna.
In particolare, si distinse nella battaglia di Nördlingen, il 6 settembre 1634, dove le truppe svedesi, guidate da Bernardo di Sassonia-Weimar e dal conte Gustav Horn, subirono una pesante sconfitta dall'esercito imperiale: in questa battaglia, nonostante le gravi ferite subite, Carlo Guasco catturò Gustav Horn mentre il duca di Weimar riuscì a fuggire.
Successivamente si distinse nelle Fiandre e in Alsazia, dove ricoprì il ruolo di generale d'artiglieria. Nel 1638 ebbe il comando delle truppe inviate per soccorrere la cittadella di Hondarribia, assediata dal potente esercito francese di Enrico II di Borbone-Condé, principe di Condé. Carlo inflisse loro una notevole sconfitta il 7 settembre. Il suo valore e la sua esperienza militare furono così famosi in quell'impresa che il re di Spagna Filippo IV volle dimostrargli la sua soddisfazione e ammirazione con un autografo del 17 settembre 1638, conservato gelosamente negli archivi del palazzo Guasco di Bisio ad Alessandria.
Tornato in Italia, si diresse nel 1640 verso Torino, che era posta d'assedio dal conte Enrico di Lorena-Harcourt con un numeroso esercito francese. Diego Messía Felípez de Guzmán, marchese di Leganés e comandante generale delle armate spagnole, prima di soccorrere la città attaccando le trincee nemiche, tenne un grande consiglio di guerra in cui il parere del Guasco prevalse sugli altri.
Fu amato da Enrichetta di Lorena, principessa di Phalsbourg e Lixheim, vedova di Luigi di Guisa e sorella dei Duchi di Lorena Carlo IV e Nicola II. Carlo ed Enrichetta deciso di sposarsi e nel contratto matrimoniale, conservato negli archivi del marchese di Bisio, si fecero donazioni reciproche di tutti i loro beni in caso di morte. Inoltre, la principessa, non solo concedeva al marchese Guasco e ai loro futuri figli il principato, ma esprimeva il desiderio che, in assenza di eredi maschi, il principato passasse al più anziano dei Guasco e quindi alla sua discendenza. Quest'ultima clausola non fu confermata dal diploma imperiale del 1645 e venne comunque annullata dalle terze nozze di Enrichetta con Francesco Grimaldi ma fu successivamente utilizzata dai Guasco per reclamare il titolo principesco.
Il contratto matrimoniale fu rogato a Gand il 26 settembre 1644: in esso, oltre all'obbligo per Carlo di inquartare il proprio stemma con quello della moglie, veniva donato al Guasco, già da vivo, il principato di Lixheim e Phalsbourg.
I Duchi di Lorena e d'Orléans si lamentarono amaramente di tutto ciò, considerando offeso il loro interesse e il loro orgoglio. Carlo Guasco fu arrestato e portato nella cittadella di Anversa su ordine della Corte di Spagna, accusato di aver sedotto la vedova con lusinghe e averla costretta a quel passo. Carlo dimostrò la sua innocenza in modo così chiaro a Madrid e a Vienna che fu rilasciato. Nella biblioteca reale di Torino si trovano lettere autografe tra il duca di Savoia e Carlo Guasco riguardanti la sua liberazione. Inoltre, Filippo IV gli assegnò una pensione annua di 16.000 scudi da pagare dal tesoro reale. I duchi di Lorena e d'Orléans, non potendo fare altro, si riconciliarono con lui e lo raccomandarono all'imperatore Ferdinando III d'Asburgo, che con un diploma del 25 novembre 1645 lo dichiarò solennemente e legalmente "Principe del sangue Carlo Guasco, marchese di Solero". Con tale diploma, essendo il principato franco e immediato, il Guasco godeva di privilegi quasi sovrani: le regalie (compreso il diritto di zecca), i tre gradi di giustizia e la voce alla Dieta Imperiale e al Circolo imperiale del Reno Superiore. Riconosciuto principe del sangue della casa di Lorena, gli veniva anche accordata la successione nel principato di Lixheim alla sua discendenza in linea primogenita e la qualifica di principi del Sacro Romano Impero per tutti i suoi discendenti (ma non per i suoi collaterali).

## Matrimonio e discendenza

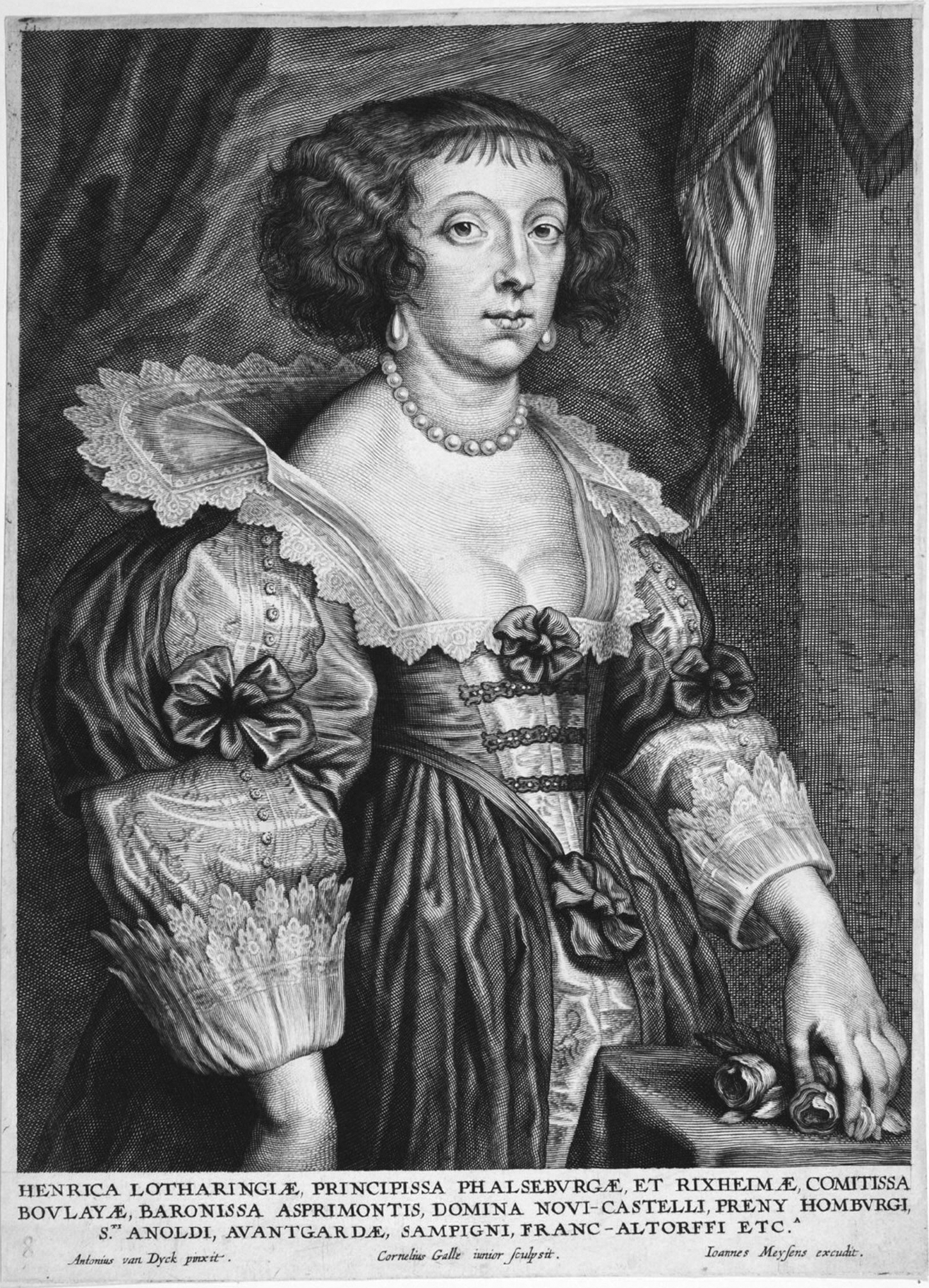
Cornelis Galle il Giovane, Ritratto di Enrichetta di Lorena principessa di Phalsbourg e Lixheim, incisione, 1635~1670, Philadelphia Museum of Art.

Carlo Guasco e Enrichetta di Lorena si sposarono a Gand il 26 gennaio 1644. La coppia ebbe un solo figlio
- Ottavio (*1646 †?), principe del S.R.I.[5] Non raggiunse l'età adulta.

## Ascendenza
|                      |   |                        | Genitori               |  |  | Nonni |  |  | Bisnonni          |  |  | Trisnonni          |  |
|                      |   |                        |                        |  |  |       |  |  | Alessandro Guasco |  |  | Guarnerio I Guasco |  |
|                      |   |                        |                        |  |  |       |  |  | Alessandro Guasco |  |  | Guarnerio I Guasco |  |
|                      |   | Isabella Trotti        |                        |  |  |       |  |  | Alessandro Guasco |  |  |                    |  |
| Guarnerio II Guasco  |   |                        |                        |  |  |       |  |  | Alessandro Guasco |  |  |                    |  |
|                      |   | Francesca di Gallarate | Guido di Gallarate     |  |  |       |  |  |                   |  |  |                    |  |
|                      |   | Francesca di Gallarate | Guido di Gallarate     |  |  |       |  |  |                   |  |  |                    |  |
|                      |   | Francesca di Gallarate | Cristina Pozzo Bonelli |  |  |       |  |  |                   |  |  |                    |  |
| Lodovico I           |   | Francesca di Gallarate |                        |  |  |       |  |  |                   |  |  |                    |  |
|                      |   | Giovanni Antonio Doria | Bartolomeo Doria       |  |  |       |  |  |                   |  |  |                    |  |
|                      |   | Giovanni Antonio Doria | Bartolomeo Doria       |  |  |       |  |  |                   |  |  |                    |  |
|                      |   | Giovanni Antonio Doria | Pelotta Doria          |  |  |       |  |  |                   |  |  |                    |  |
| Maddalena Doria      |   | Giovanni Antonio Doria |                        |  |  |       |  |  |                   |  |  |                    |  |
|                      |   | Pellegra Spinola       | ?                      |  |  |       |  |  |                   |  |  |                    |  |
|                      |   | Pellegra Spinola       | ?                      |  |  |       |  |  |                   |  |  |                    |  |
|                      |   | Pellegra Spinola       | ?                      |  |  |       |  |  |                   |  |  |                    |  |
| Carlo Guasco         |   | Pellegra Spinola       |                        |  |  |       |  |  |                   |  |  |                    |  |
|                      | ? | ?                      |                        |  |  |       |  |  |                   |  |  |                    |  |
|                      | ? | ?                      |                        |  |  |       |  |  |                   |  |  |                    |  |
|                      | ? | ?                      |                        |  |  |       |  |  |                   |  |  |                    |  |
| Fabrizio Spinola     | ? |                        |                        |  |  |       |  |  |                   |  |  |                    |  |
|                      |   | ?                      | ?                      |  |  |       |  |  |                   |  |  |                    |  |
|                      |   | ?                      | ?                      |  |  |       |  |  |                   |  |  |                    |  |
|                      |   | ?                      | ?                      |  |  |       |  |  |                   |  |  |                    |  |
| Violante Spinola     |   | ?                      |                        |  |  |       |  |  |                   |  |  |                    |  |
|                      |   | Ottavio Pallavicino    | ?                      |  |  |       |  |  |                   |  |  |                    |  |
|                      |   | Ottavio Pallavicino    | ?                      |  |  |       |  |  |                   |  |  |                    |  |
|                      |   | Ottavio Pallavicino    | ?                      |  |  |       |  |  |                   |  |  |                    |  |
| Virginia Pallavicino |   | Ottavio Pallavicino    |                        |  |  |       |  |  |                   |  |  |                    |  |
|                      |   | ?                      | ?                      |  |  |       |  |  |                   |  |  |                    |  |
|                      |   | ?                      | ?                      |  |  |       |  |  |                   |  |  |                    |  |
|                      |   | ?                      | ?                      |  |  |       |  |  |                   |  |  |                    |  |
|                      |   | ?                      |                        |  |  |       |  |  |                   |  |  |                    |  |